# Cordenka
Die CORDENKA GmbH & Co. KG ist ein Unternehmen mit Sitz in Obernburg am Main. CORDENKA ist  Hersteller von industriell gefertigtem Rayon (Viskosefaser) welches weltweit unter dem Markennamen CORDENKA vertrieben wird. Cordenka beschäftigt derzeit rund 600 Mitarbeiter.

## Geschichte
Die Vereinigte Glanzstoff-Fabriken gründeten im Jahr 1924 unter dem Namen Bayerische Glanzstoff Fabriken AG in Obernburg eine Produktionsstätte für textile Viskosegarne. 1938 begann man dort mit der Produktion von Viskosegarnen als Verstärkungsmaterial für Autoreifen. Nach dem Zweiten Weltkrieg setzte die Algemene Kunstzijde Unie (AKU) die Produktion in den Niederlanden fort. 1968 wurde durch die Verschmelzung der Glanzstoffwerke mit der AKU das Unternehmen Enka Glanzstoff gegründet. 1969 entstand aus AKU and KZO (Koninklijke Zout Organon) die Akzo, allerdings wurde Enka Glanzstoff erst 1988 zu AKZO Fibers. 1999 wurde AkzoNobel Industrial Fibers unter dem Namen Acordis aus dem Akzo Nobel Konzern ausgegliedert und an CVC Capital Partners verkauft. Drei Jahre später wurde der Betrieb in Obernburg als eigenständiges Unternehmen ausgegliedert und zur CORDENKA GmbH. 2003 startete die Produktion in Polen, 2011 wurde dann die Firma CORDUS in Mühlhausen aufgekauft und in das Unternehmen eingegliedert. 2012 wurde die CORDENKA GmbH zur CORDENKA GmbH & Co. KG umfirmiert. 

## Produkte
Cordenka ist Hersteller von   biobasierten technischen Viskose-Filamentgarnen (Rayon), welches aus einem mehrstufigen Produktionsprozess gewonnen wird. Ausgangsmaterial hierfür ist Zellstoff.  Die gesponnenen Garne werden im unternehmenseigenen Convertingbetrieb zu Geweben weiterverarbeitet. Rayon wird hauptsächlich als Gewebeeinlage für Reifen genutzt. Die Garne und Gewebe werden auch als Verstärkungsmaterial in Schläuchen und anderen industriellen Anwendungen eingesetzt. Ferner werden im Lohnverfahren auch Polyamid- und Polyestergarne zu imprägnierten Geweben verarbeitet. 
Weiterhin werden Cordenka Rayongarne aufgrund ihrer biobasierten kompostierbaren Eigenschaften im Gartenbau zur Gemüsepflanzenanzucht eingesetzt. Darüber hinaus produziert Cordenka Natriumsulfat, das an die Waschmittel- und Glasindustrie vertrieben wird.

## Standorte
Das Unternehmen hat zwei Produktionsbetriebe (einen Rayonbetrieb und einen Convertingbetrieb) in Obernburg am Main. Weitere Produktionsstandorte sind in Mühlhausen/Thüringen und im Gorzów in Polen.